# (30778) Döblin
(30778) Döblin ist ein Asteroid des inneren Hauptgürtels, der vom deutschen Astronomen Freimut Börngen am 29. September 1987 an der Thüringer Landessternwarte Tautenburg (IAU-Code 033) entdeckt wurde.
Die Bahn des Asteroiden wurde 2001 gesichert, so dass eine Nummerierung vergeben werden konnte. (30778) Döblin wurde am 27. April 2002 auf Vorschlag von Freimut Börngen nach dem Arzt und Schriftsteller Alfred Döblin (1878–1957) benannt. In der Widmung besonders hervorgehoben wurden seine Romane Berlin Alexanderplatz (1929) und Babylonische Wandrung (1934).